# Oscar Almgren

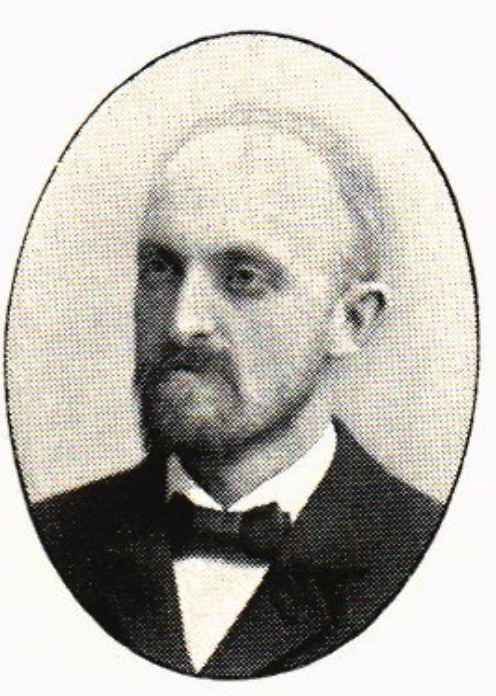
Oscar Almgren

Oscar Almgren (Stockholm, 9 november 1869 - Uppsala, 13 mei 1945) was een Zweeds archeoloog gespecialiseerd in prehistorische archeologie. Zijn in 1897 gepubliceerde proefschrift over verschillende soorten Noorse broches wordt nog steeds als toonaangevend beschouwd.
In 1886 begon hij aan twee studies, namelijk taalwetenschap en Scandinavische en klassieke archeologie. Hij was de zoon van een textielfabrikant en werkte bij het Historisch Museum Stockholm. Vervolgens verhuisde hij naar Uppsala om daar aan de Universiteit van Uppsala te gaan studeren. Almgren werd in 1918 blind, maar ging toch door met zijn opleiding. In 1919 werd hij lid van de Berlijnse Vereniging voor Antropologie, Volkenkunde en Prehistorie.

## Publicaties
- Kung Björns hög och andra fornlämningar vid Håga på föranstaltande af Prins Gustav Adolf undersökta (1905, Stockholm)
- Zur Bedeutung des Markomannenreiches (1913, Mannus)
- Die ältere Eisenzeit Gotlands - nach den in Statens Historiska Museum, Stockholm aufbewahrten Funden und Ausgrabungsberichten dargestellt (tsz. Birger Nerman) (1914/1923, Stockholm)
- Svenska folkets äldsta öden - ett par inledningskapitel till vår historia (1920, Uppsala)
- Hällristningar och kultbruk - bidrag till belysning av de nordiska bronsåldersristningarnas innebörd (1927, Stockholm)
- Nordische Felszeichnungen als religiöse Urkunden (1934, Frankfurt am Main)
- Sveriges fasta fornlämningar från hednatiden (1934, Uppsala)
- Studien über nordeuropäische Fibelformen der ersten nachchristlichen Jahrhunderte, mit Berücksichtigung der provinzialrömischen und südrussischen Formen (1897/1923, Bonn/Leipzig) ISBN 3774912580